# Favágódal
A Favágó dal (Lumberjack song) eredetileg a Monty Python Repülő Cirkuszában szerepelt. A dalt Michael Palin és Terry Jones írta.  
A jelenetben egy borbély (Michael Palin) próbál megborotválni egy vendéget, de kiderül, hogy nem is ért hozzá és mindig megvágja klienseit. Ezután kifakad, hogy tulajdonképpen sosem akart borbély lenni, inkább a favágó szakma tetszett volna neki. A borbélyruhából kibújva, hózentrógeres nadrág, piroskockás flaneling és fülessapka lesz Michael Palin öltözéke. A favágó mellett kedvese Connie Booth, a csoport egyik női tagja, Michaelt pedig egy nyolctagú, díszegyenruhába öltözött Kanadai Királyi Lovasrendőrkórus kíséri.
2002 novemberében, George Harrison emlékkoncertjén is elénekelte Michael Palin a számot. A tíztagú kórus első sorában Eric Idle, Terry Jones, Terry Gilliam és Tom Hanks énekeltek. A kedves Carol Cleveland, a csapat másik női tagja volt, Neil Innes pedig zongorán kísért.
2009. október 23-án, a Nem a Messiás (Not a Messiah), Eric Idle és John du Prez által írt ötrészes komikus oratórium angliai bemutatóján, a londoni Royal Albert Hall-ban, melyet a Monty Python csoport 40. éves évfordulójára időzítettek, a műsor végén, a hab a tortán, a Favágódal volt. A kedves Carol Cleveland, a hattagú kórusban pedig: Terry Jones, Terry Gilliam, és Neil Innes. A dalt a BBC Szimfonikus Zenekara és a BBC kórusa kísérte.
A dal magyar fordítását Galla Miklós készítette. A Holló Színház rajongók a '90-es évek elején ismerték meg a magyar változatot.

## Külső hivatkozások
- Angol
- Magyar